# Понте д'Аси (Перуђа)
Понте д'Аси је насеље у Италији у округу Перуђа, региону Умбрија.
Према процени из 2011. у насељу је живело 602 становника. Насеље се налази на надморској висини од 413 м.